# Lasioglossum willsi
Lasioglossum willsi är en biart som först beskrevs av Cockerell 1906.  Lasioglossum willsi ingår i släktet smalbin, och familjen vägbin. Inga underarter finns listade i Catalogue of Life.

## Bildgalleri

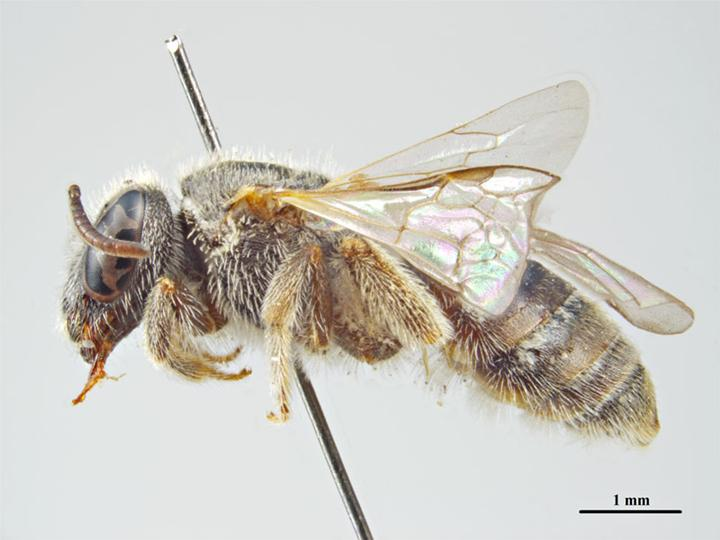
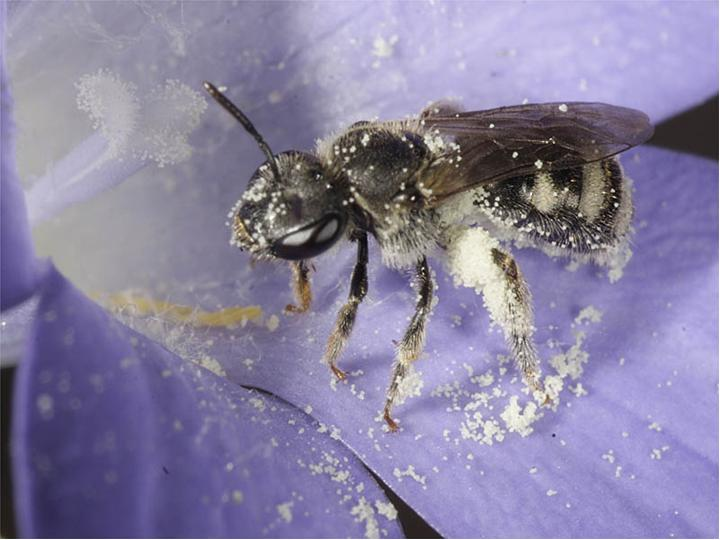
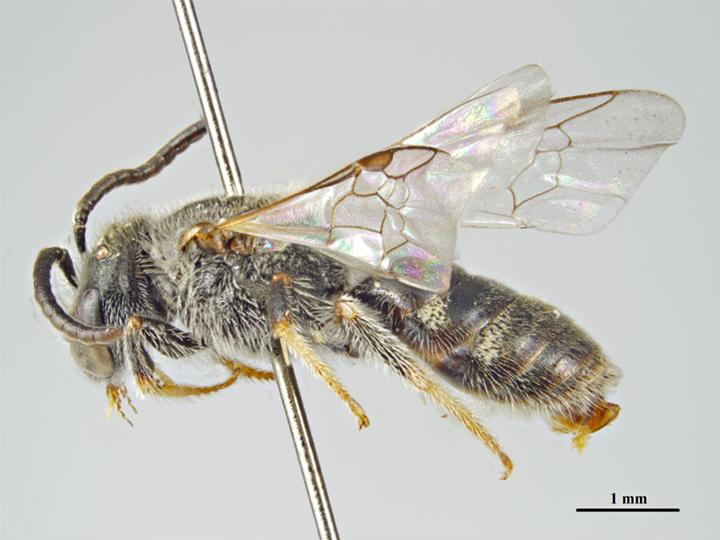
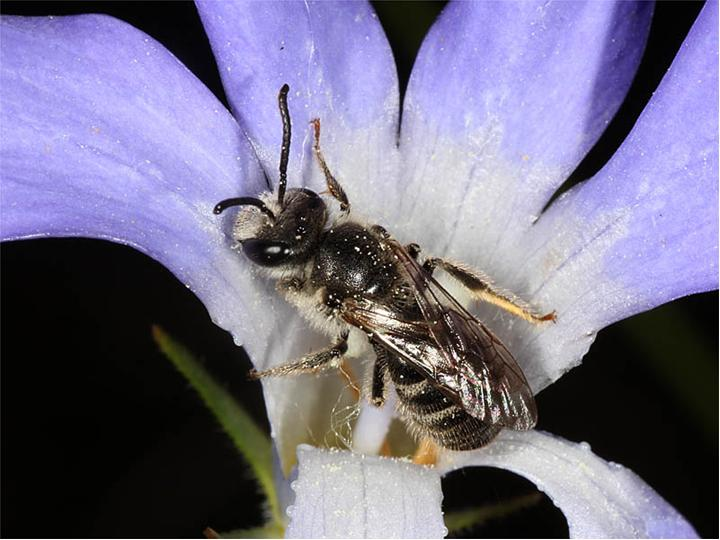